# William Dyce
William Dyce (født 19. september 1806 i Aberdeen, død 14. februar 1864 i Streatham) var en skotsk maler, fætter til Alexander Dyce.
Dyce blev uddannet på Royal Academy i London og i Rom (hvor han stod nazarenerne, frem for andre Friedrich Overbeck nær), har foruden portrætter malet mange historiebilleder, lidt prærafaelitiske i holdningen, prægede af kunstnerisk kultur, men ikke af en stærk personlighed: Jakob og Rachel og Joas (Hamburgs Kunsthalle), George Herbert i Bemerton, Den gode Hyrde (1859) med flere (adskillige arbejder i Edinburghs og Londons nationalgallerier og andre britiske museer); endvidere store dekorative arbejder og freskomalerier: fresken St Ethelberts dåb (1847) i Parlamentshuset, freskerne i All Saints Church i London og mange andre. Dyces mange, men spredte interesser (han skrev om kunst, musik, magnetisme) synes ha svækket hans kunstneriske kraft.